# Ancienne mission française de Hong Kong

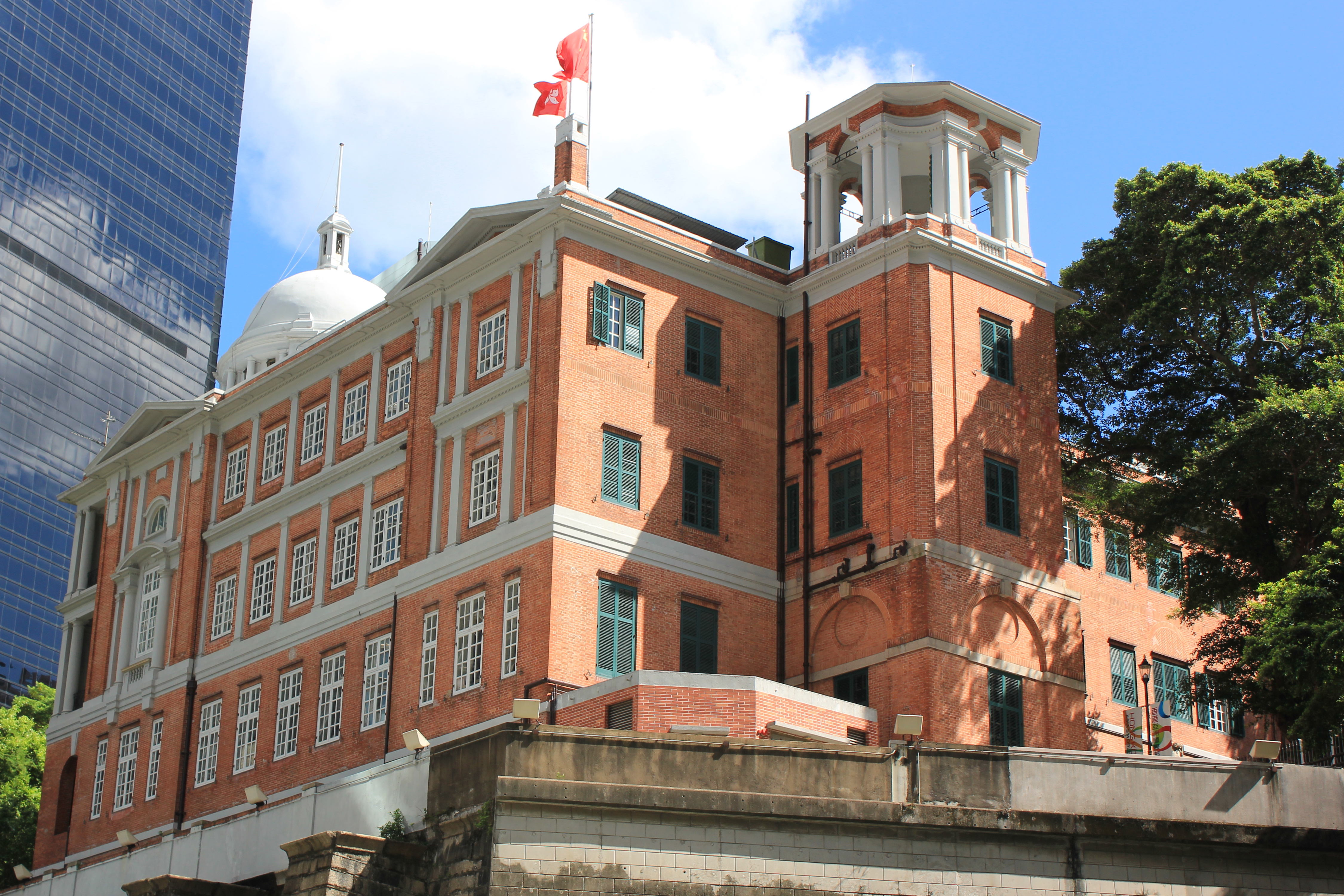
Façade de l'ancienne Mission française, avec à gauche la coupole de l'ancienne chapelle et à droite la tour à belvédère d'où l'on apercevait les navires entrer dans le port de Hong Kong.

L'ancienne mission française ou maison des Missions étrangères de Paris (前法國外方傳道會大樓) est un édifice monumental de Hong Kong situé sur la Government Hill en plein cœur de Hong Kong. La maison doit son nom  à la Société des Missions étrangères de Paris qui l'a reconstruite en 1915-1917 et l'a vendue en 1953 au gouvernement de Hong Kong. Elle a abrité la cour d'appel final de Hong Kong de 1997 à 2015.

## Histoire

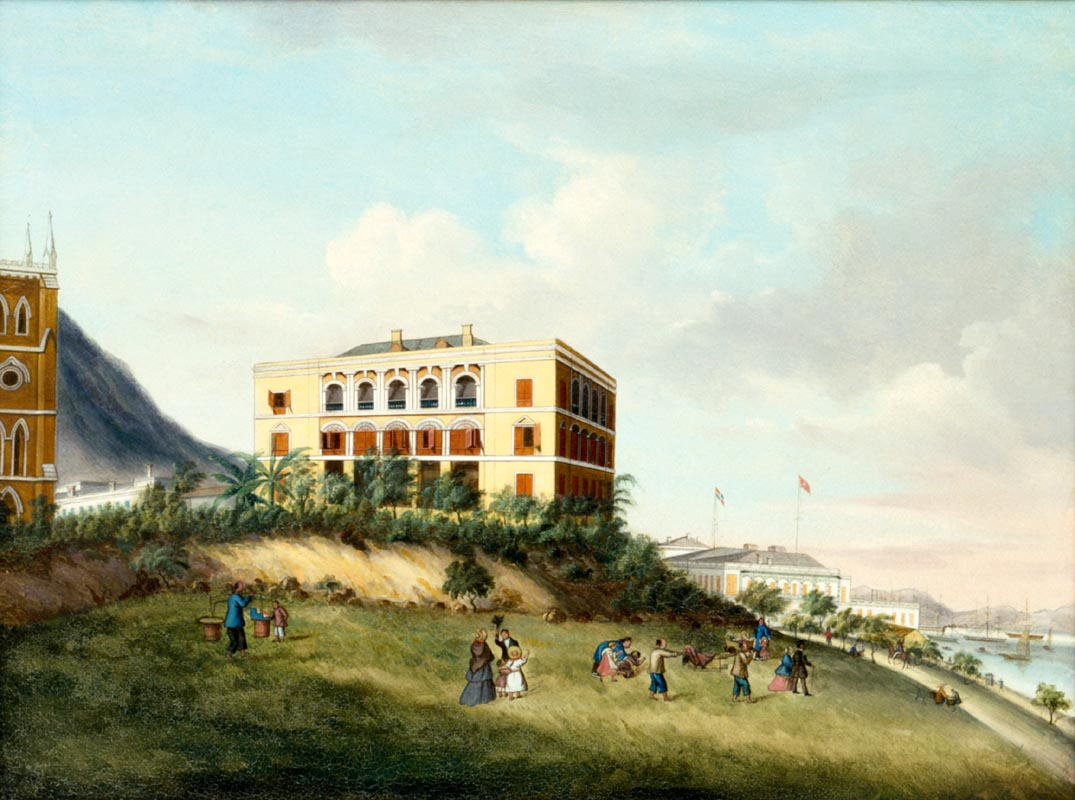
Vue de l'ancien bâtiment à la fin du XIXe siècle qui appartenait alors à la firme Augustine Heard and Company.

L'édifice est construit sur un promontoire de la Government Hill en surplomb de la baie, ce qui offrait un vaste panorama sur la mer, cachée aujourd'hui par les gratte-ciels. Il y avait d'abord en 1842 une demeure construite sous le nom de Johnston House pour le premier gouverneur de Hong Kong, Sir Henry Pottinger. Ce dernier y habite de 1843 à 1846. Son successeur John Francis David n'y habite que peu de temps avant de déménager sur la Caine Road. La maison change plusieurs fois de propriétaires (dont la firme Augustine Heard and Company qui fait faillite en 1876) et elle est transformée dans les années 1870 et 1880 pour en faire un édifice de trois étages supérieurs. La maison sert quelque temps de consulat de Russie. Les missionnaires français des Missions étrangères de Paris l'achètent en 1915 pour en faire leur procure. L'ensemble est reconstruit par le bureau d'architectes Leigh & Orange et agrandi en 1917,. La maison est construite en granit et en briques rouges dans le style néo-classique de l'époque édouardienne, avec des frontons à la grecque et une tour à belvédère.

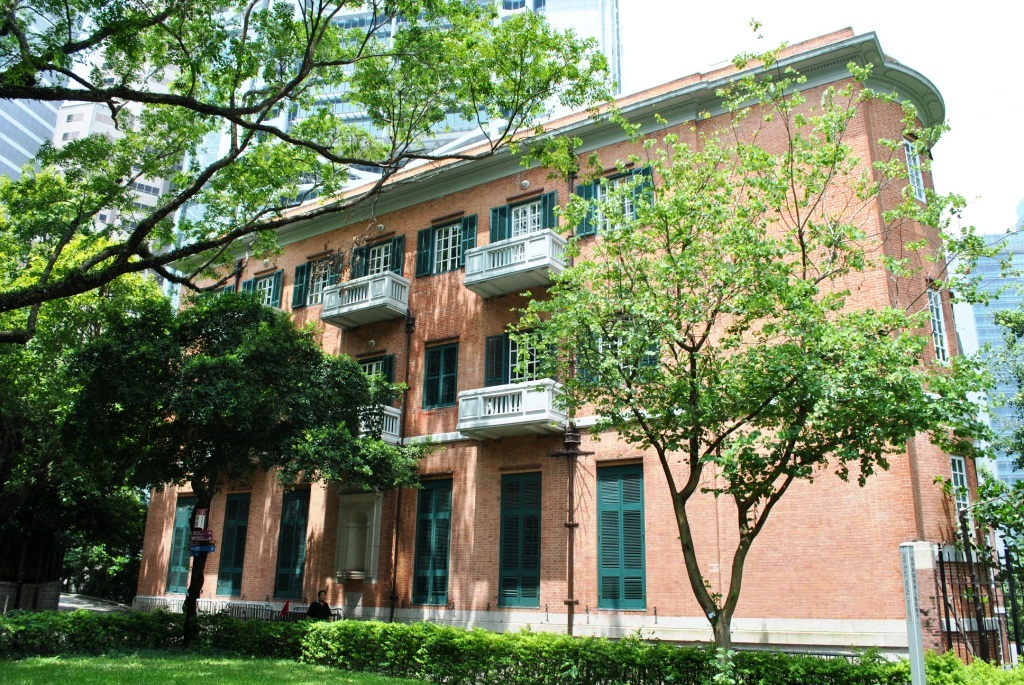
Arrière de l'ancienne maison des Missions étrangères de Paris.

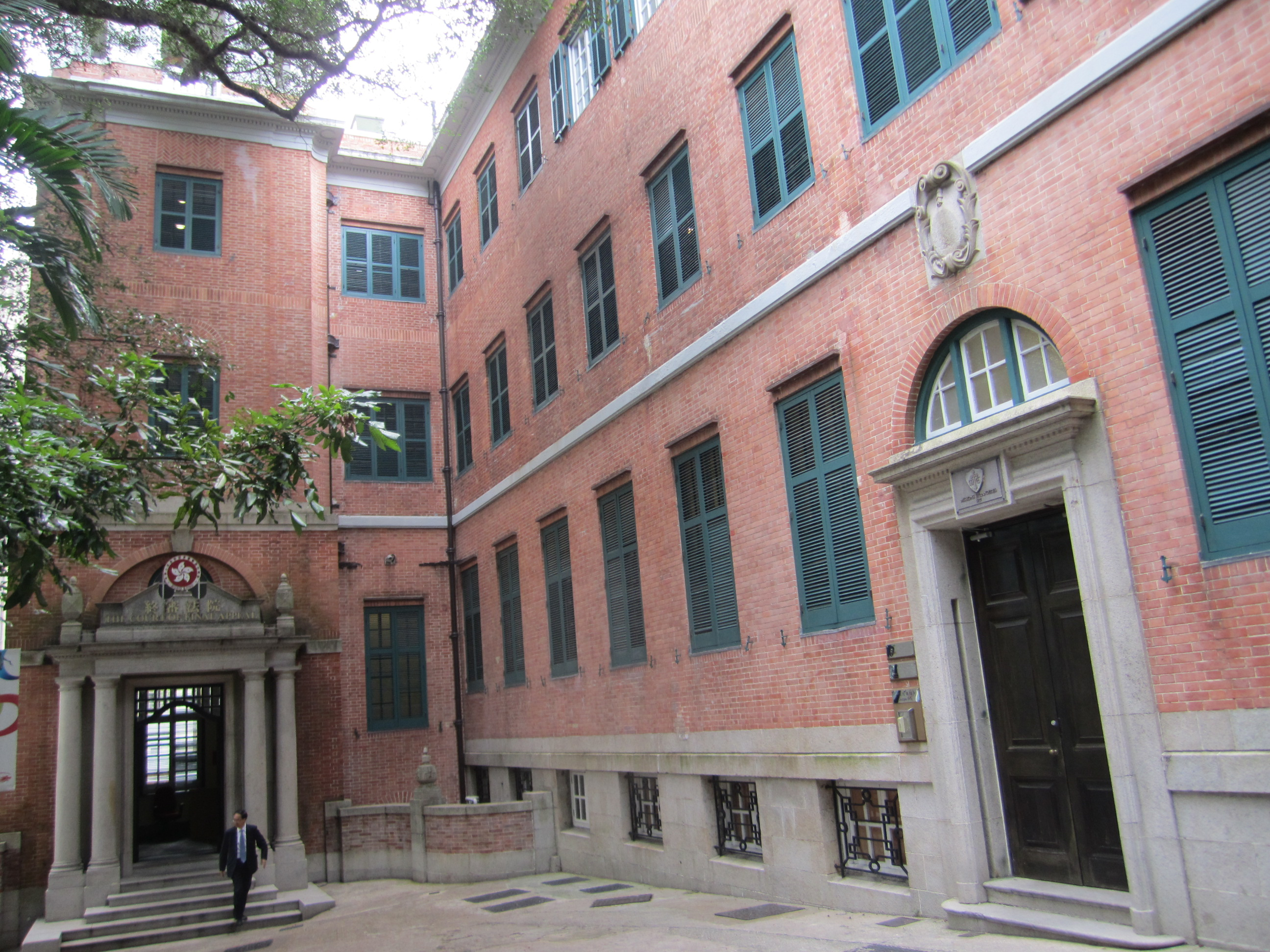
Entrée de l'ancienne cour d'appel.

Les Pères français font rajouter une chapelle surmontée d'une coupole, dans le coin nord-ouest de la demeure, et font recouvrir les façades de briques rouges. La maison est bénie en 1917 et connue dès lors comme la Mission française,. C'est ici qu'est élu supérieur général des Missions étrangères de Paris le 21 mars 1921, Mgr de Guébriant. Mgr Gustave Deswazières en est le supérieur de 1929 à 1940. En 1953, la maison est vendue au gouvernement de Hong Kong.
Du 23 août 1945 au mois d'avril 1946, la maison est occupée par le gouvernement provisoire de Hong Kong, après la fin de l'occupation japonaise de Hong Kong.
Après son rachat, la maison est utilisée par le département d'éducation, la cour (1965-1980), puis la cour suprême (1980-1983) de Hong Kong et puis à partir de 1987 par les services d'information du gouvernement de Hong Kong. En 1997, après le retrait de la couronne britannique, la maison abrite la cour d'appel,. Celle-ci déménage le 7 septembre 2015 dans un autre édifice (l'ancienne maison de la Cour suprême de Hong Kong).

## Conservation
L'édifice est déclaré monument de Hong Kong le 14 septembre 1989. Il est restauré à partir de 2015, pour un autre usage.